# Varaja
En el marco del hinduismo, Varaja es un avatar del dios Visnú, con forma de jabalí.

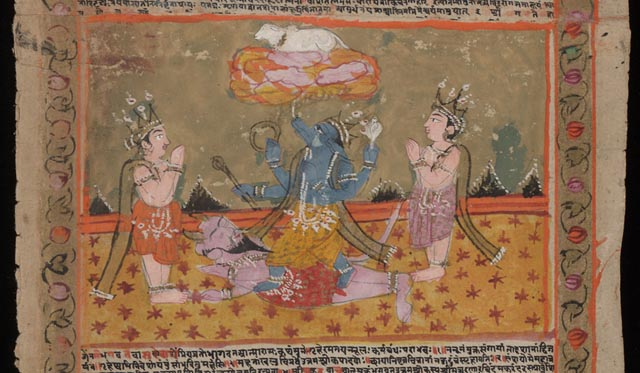
El avatara Varaja mata al demonio Jiraniaksha, mientras dos dioses le rezan. Pintura en el Bhágavata-purana; tinta y acuarela sobre papel. Alwar (Rayastán).

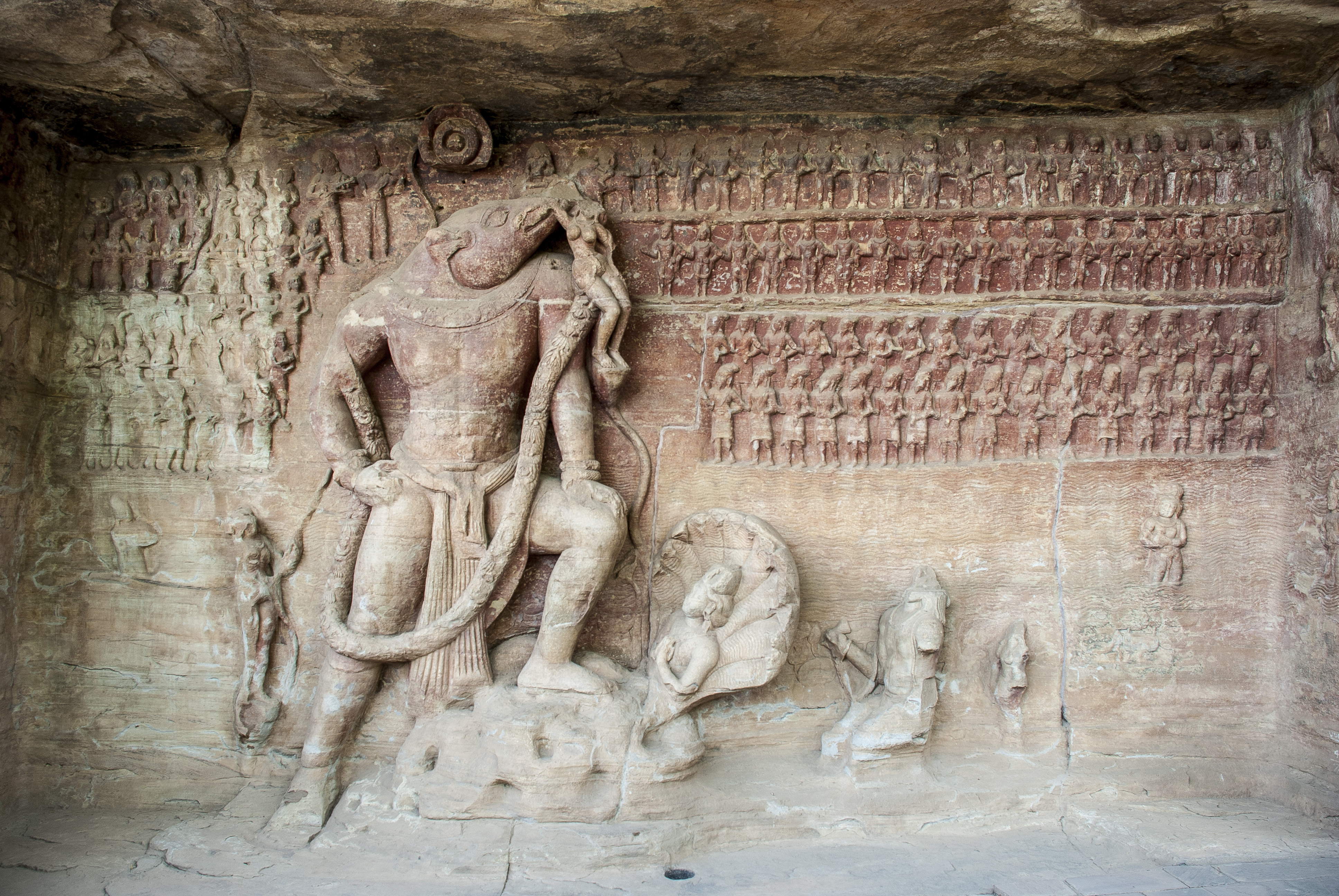
Inmensa roca excavada que representa a Visnú en su encarnación jabalí —representado de manera antropomórfica— en la caverna n.º 5 de las cavernas Udaigiri, en Vidisha, India; sostiene a su esposa Prithuí (el planeta Tierra) con forma humana, desnuda.

En la lista de avatares es el tercero —según el Garuda-purana (siglo IV d. C. aproximadamente) o el segundo —según el Bhágavat-purana (siglo XI d. C. aproximadamente).
- varāha, en el sistema AITS (alfabeto internacional para la transliteración del sánscrito).
- वाराह, en escritura devanagari del sánscrito.
- Pronunciación: [varaaja].[1]
- Etimología: se desconoce, aunque el término vara representa superioridad y preeminencia.[1]

Su consorte es Prithuí (la Tierra).
Este dios apareció de la nada (no tuvo nacimiento como otros avatares tales como Rama o Krishna) para destruir al demonio Jirania Akshá (‘oro-ojos’, ojos dorados, o que tiene ojos solo para el dinero), un daitya (demonio) que había tomado a la Tierra (Prthuí) y la había escondido en el fondo del océano del fondo del universo (probablemente barroso, para explicar la razón de la encarnación como jabalí, que encontró a la Tierra por el olfato).
La batalla entre el Señor Jabalí y Jiraniakshá duró mil años, hasta que Vishnú venció y lo mató.
Varaja extrajo a la Tierra del fondo del océano y la volvió a poner en su lugar en el centro del universo.
Vishnú se casó con Prithuí (Bhudevi) en este avatar.

## Iconografía
.

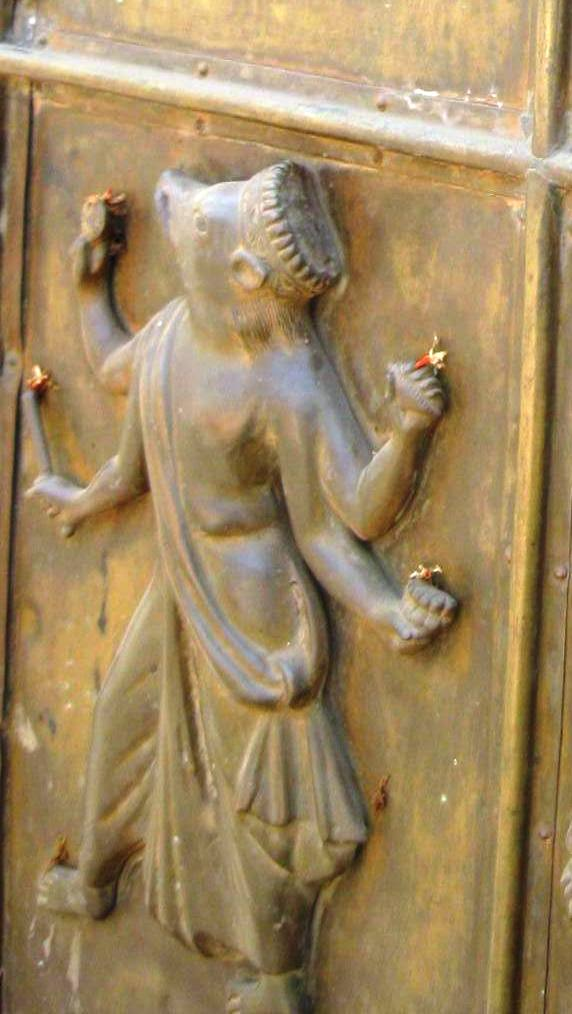
Varaja Avatar sobre un carro de latón de Searsole Rajbari, Bengala Occidental, India

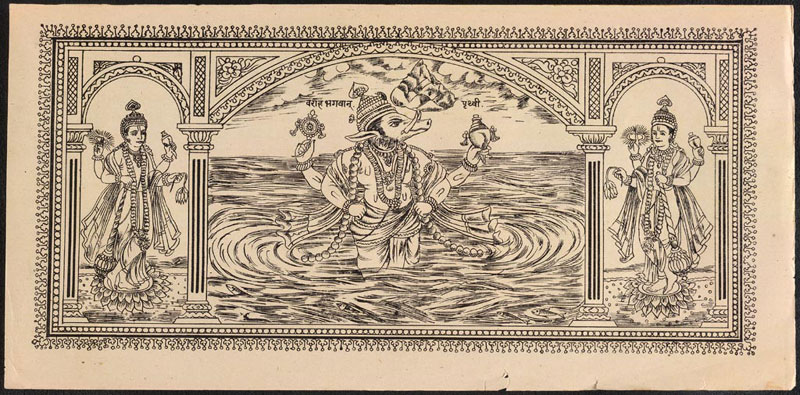
Grabado tomado de un antiguo texto del Varaja-purana: el Atha srimad varaja maja puranam (la gran historia antigua del señor Varaja). Kalyana Nagariam: Laksmi-Venkatesvara Mudranalaye, 1923.

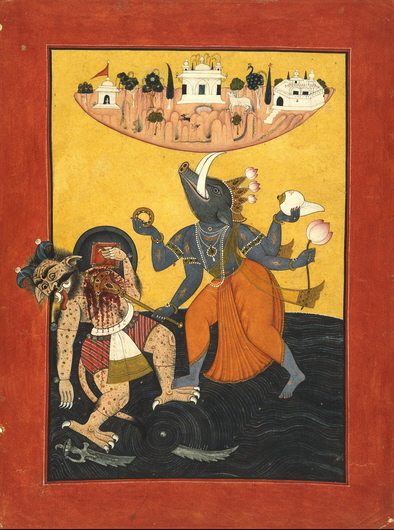
Varaja mata a Jiraniakshá de un mazazo, mientras sostiene la Tierra sobre sus colmillos. En la actualidad (2008) la mayoría de los hindúes creen que —tal como explican las Escrituras védicas— la Tierra es plana

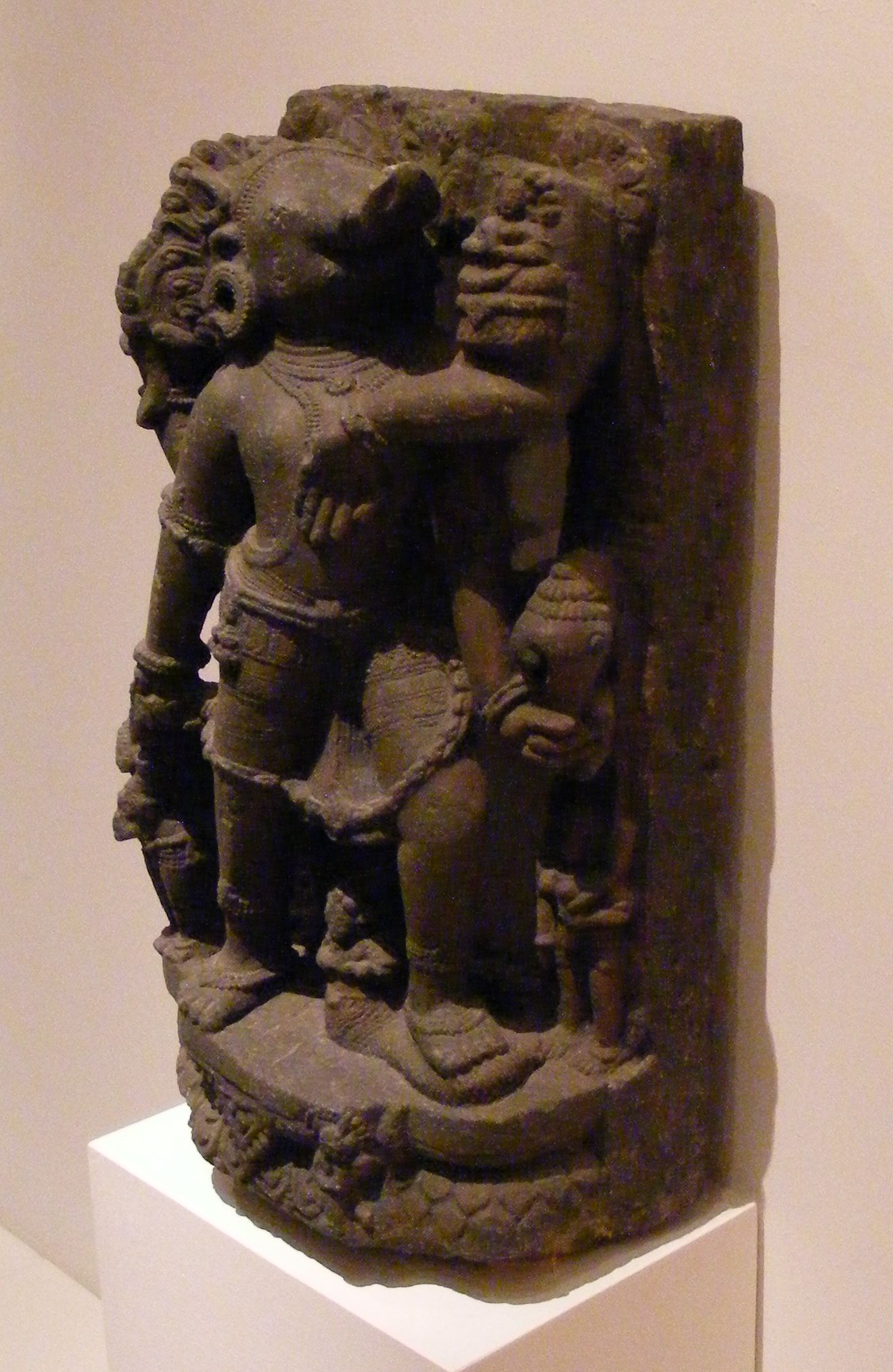
Estatua de Varaja proveniente del estado de Orissa (siglo XIII), en basalto, expuesto en el museo Staatlichen Museums für Völkerkunde (en Múnich).

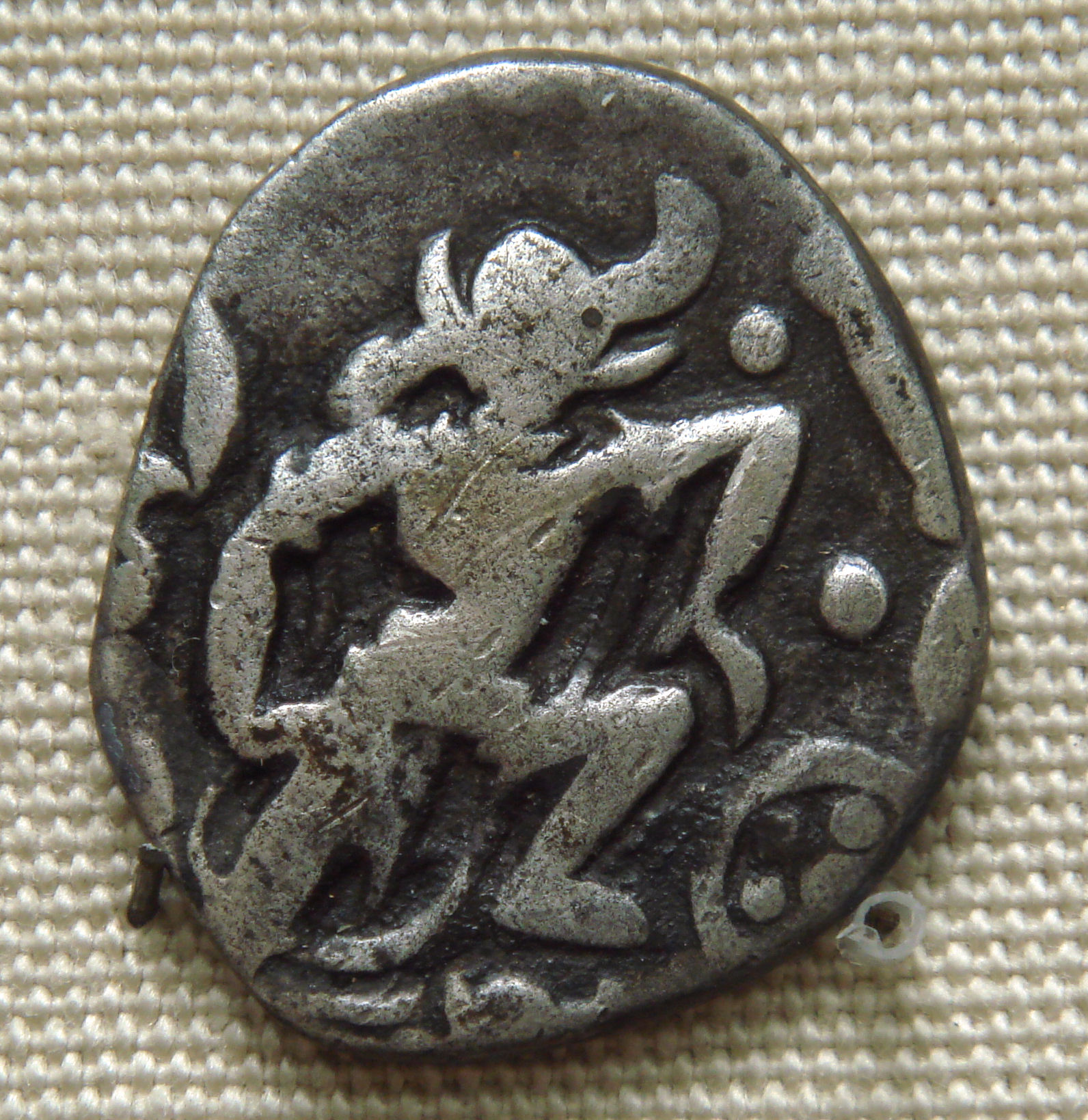
Varaja (el avatar de Visnú con cabeza de jabalí), en una moneda Pratijara (850-900 d. C.); actualmente en el Museo Británico.

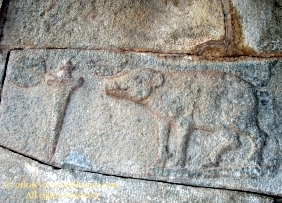
Antiguo bajorrelieve en piedra, que representa a Varaja de manera no antropomórfica.

Las imágenes de Varaja lo muestran a veces como un jabalí completo, y otras veces antropomórfico (con forma humana) pero con cabeza de jabalí.
En esta última forma aparece con cuatro manos, que sostienen alternativamente:
- un chakra (un disco con borde afilado para cortar la cabeza de los demonios),
- una caracola (cuyo sonido entusiasma a sus devotos).
- una maza (para aplastar el cráneo de los demonios),
- una espada
- un loto (para alentar a sus devotos).
- o hace un gesto (mudrá) de bendición

Sostiene la Tierra entre sus colmillos de jabalí.
Este avatar representa la resurrección de la Tierra después de una fase de recreación tras un Naimittika Pralaya (disolución de un Kalpa); y el establecimiento de un nuevo kalpa (dentro del ciclo cósmico).
El Varaja-purana es uno de los Puranas en el cual la forma de narración es una recitación por parte del dios Varaja.

## Templos dedicados a Varaja
- Varaha Temple, que se encuentra en la aldea Varaja del distrito Jind (en Jariana). Aquí se encuentra una suaiambhu murti (estatua supuestamente autocreada) del dios Varaja, tal como la de Tirumala-Tirupati y la de Badrinath. La tradición local dice que el Señor habría aparecido en este sitio de la India (aunque olvidan que no apareció en un sitio de este planeta, sino que levantó al planeta con tan solo uno de sus colmillos).
- Sri Mushnam, en Tamil Nadú. Aquí también hay una swayambhu murti.
- Sri Varaham, en Trivandrum, cerca de South Fort.
- Thiruvidandai, cerca de Chennai. En este templo, el dios Varaja es llamado Nityakalyana Perumal. Es un mandira (templo) famoso para realizar matrimonios (vienen parejas desde toda la India) y se considera uno de los Divia desham (lugares divinos).
- Sinjachalam: este famoso templo de Varaja Lakshmi–Narasija Suami, es uno de los más importantes del estado de Andhra Pradesh.
- Tirumala-Tirupati, este complejo Sri Varaja Murti en Tirumala-Tirupati se considera muy antiguo. Los peregrinos primero deben adorar al Señor Jabalí (que elimina las ofensas) y luego al Señor Venkateswara (que es el principal del templo). Este templo también se llama Adi-Varaja Kshetra (el campo del Jabalí Principal).
- ThirukKalvanoor, Adi-Varaja Perumal en Kamakshi Amman Temple (Kanchipuram).
- Thiruvalavendhai o Valavendhai Piraan o Gñaanapiraan o Thirukkadalmallai (Mammallapuram): aquí la deidad de Adi-Varaja Perumal sostiene a Akhilavalli Thaayaar (la diosa Bhudevi, el planeta Tierra) con su mano derecha. Es el único templo de Varaja donde Perumal sostiene a Thaayaar con la derecha.
- Sukar Kshetra Temple: este templo se encuentra en las orillas del río Saraiu en la aldea Paska (en Paraspur, distrito de Gonda, al este del estado de Uttar Pradesh.

## Otros nombres de Varaja
- Bhu Varajan (Bhūvarāhan).
- Bhu Varaghan (Bhuvaraghan).
- Varaghan
- Varha
- Iagña Varaja (Yajñavaraha).
- Sree Varaham (Śrī Varāham).
- Adhi Varaha (Ādi Varāha).
- Gñana Pirán, Gnaana Piraan, Gnana Piran, Gnaana Piran, Jnana Piran, Jñana Piran
- Nitia Kaliana Perumal (Nityakalyana Perumal).